# Pristimantis modipeplus
Pristimantis modipeplus är en groddjursart som först beskrevs av Lynch 1981.  Pristimantis modipeplus ingår i släktet Pristimantis och familjen Strabomantidae. IUCN kategoriserar arten globalt som starkt hotad. Inga underarter finns listade i Catalogue of Life.